# 87 p.n.e.
| [ Edytuj tabelę ] | |
| Król Armenii      | - 95 p.n.e. Tigranes II 55 p.n.e.                                                                                           |
| Król Bosporu      | - 107 p.n.e. Mitrydates Eupator 70 p.n.e.                                                                                   |
| Cesarz Chin       | - 141 p.n.e. Han Wudi 87 p.n.e. - 87 p.n.e. Han Zhaodi 74 p.n.e.                                                            |
| Władca Egiptu     | - 88 p.n.e. Ptolemeusz IX 80 p.n.e.                                                                                         |
| Król Judei        | - 103 p.n.e. Aleksander Jannaj 76 p.n.e.                                                                                    |
| Król Kommageny    | - 100 p.n.e. Mitrydates Kalinnikos 70 p.n.e.                                                                                |
| Król Nabatei      | - 96 p.n.e. Obodas I 85 p.n.e.                                                                                              |
| Król Partów       | - 124 p.n.e. Mitrydates II 87 p.n.e. - 91 p.n.e. Gotarzes I 80 p.n.e.                                                       |
| Król Pontu        | - 120 p.n.e. Mitrydates VI Eupator 63 p.n.e.                                                                                |
| Władca Seleucydów | - 95 p.n.e. Antioch X Eusebes 83 p.n.e. - 95 p.n.e. Filip I Filadelfos 83 p.n.e. - 87 p.n.e. Antioch XII Dionizos 84 p.n.e. |

Rok 87 p.n.e.
stulecia: II wiek p.n.e. ~
I wiek p.n.e. ~
I wiek

lata: 97 p.n.e. «
91 p.n.e. «
90 p.n.e. «
89 p.n.e. «
88 p.n.e. «
87 p.n.e. »
86 p.n.e. »
85 p.n.e. »
84 p.n.e. »
83 p.n.e. »
77 p.n.e.

## Wydarzenia
Europa
- Zwolennicy Lucjusza Korneliusza Cynny i Gajusza Mariusza przejęli władzę w Rzymie.
- Sulla przybył do Grecji.

## Zmarli
- 29 marca – Wudi, cesarz chiński z dynastii Han (ur. 156 p.n.e.)
- Marek Antoniusz Orator, polityk i mówca rzymski (ur. 143 p.n.e.); zabity
- Kwintus Lutacjusz Katulus, polityk i pisarz rzymski (ur. 149 p.n.e.); samobójstwo

## Zdarzenia astronomiczne
- 6 sierpnia – Widoczna kometa Halleya.